# Franja electoral
La franja electoral o franja política es una forma de campaña política en el que los medios de comunicación, como por ejemplo, lo son la radio, y la televisión,  preferentemente, entregan un espacio dentro de su programación para que candidatos, partidos políticos, federaciones, coaliciones o agrupaciones de electores puedan dar a conocer sus propuestas al electorado. 
Esta instancia propagandística es gratuita para los partidos políticos o candidatos a quienes beneficia, y está normado por ley, de manera que varía en los distintos países donde se aplica, tanto en los tipos de medios que cubre, ya sea públicos o privados, en la cantidad de días en que se emite, como en el financiamiento, que, en algunos países, es cubierta total o parcialmente por el Estado, a manera de subvención.
Pese a que las franjas electorales suelen ser propaganda gratuita, no pueden ser calificadas dentro del término «medios gratuitos», ya que en esta última el medio de comunicación publicita al candidato como parte de su línea editorial o tendencia política, siendo una conducta voluntaria. En cambio, la franja electoral muestra a todos los candidatos, partidos políticos y coaliciones involucrados en una elección, independiente de cual sea el pensamiento editorial del medio en que se emite, asegurando una distribución equitativa del tiempo en pantalla, la cual es de carácter obligatoria.

## Franja electoral por país
La forma en que se aplica la franja electoral por país es:

### Bolivia
En Bolivia la franja electoral dura 59 días previos a las elecciones, e involucra a las televisoras y emisoras de radio públicas.

### Brasil
En Brasil la franja electoral dura 43 días previos a las elecciones, e involucra a todas las televisoras y emisoras de radio abiertas (tanto públicas como privadas).

### Chile
En Chile la franja electoral dura 28 días previos a las elecciones e involucra a todas las cadenas de televisión abierta, tanto públicas como privadas, agrupadas en la Asociación Nacional de Televisión, siendo reguladas por el Consejo Nacional de Televisión. La franja está normada por la Ley N.º 18.700 de Votaciones Populares y Escrutinios, que data de 1988, año en que se realizó el plebiscito nacional que decidiría el fin de la dictadura militar. Sin embargo, durante el plebiscito de 54 reformas constitucionales en 1989, los partidos y pactos políticos de gobierno y oposición presentaron su propaganda mediante anuncios de 40 segundos emitidos durante las tandas publicitarias.
Durante los 28 días permitidos para realizar campañas políticas, se emiten dos tandas de 20 minutos, una en la mañana (en horarios cercanos al mediodía) y la otra en la noche, a las 20:40 (antes de los noticiarios centrales). Los fines de semana se emiten a las 10:30 y a las 20:40, siendo una de ellas presidencial y la otra parlamentaria, emitiéndose de manera alternada (un día la presidencial en la mañana y la parlamentaria en la tarde-noche, y al día siguiente en el orden inverso). Los distintos candidatos se agrupan por coaliciones y partidos; para las elecciones parlamentarias cada coalición recibe una cantidad de tiempo proporcional a la cantidad de votos que obtuvieron los partidos que la conforman en la última elección parlamentaria, mientras que el tiempo de las franjas presidenciales son equitativas entre los candidatos (en 2009, cinco minutos por candidato; en 2013, poco más de 2 minutos por candidato). En el caso de una segunda vuelta presidencial la franja se emite sólo a las 20:50 durante 10 días, con 5 minutos para cada candidato.
Según una encuesta del Centro de Estudios Públicos, el 23 % de los votantes conocieron a los candidatos en las elecciones parlamentarias de 2001 mediante la franja política, y el 31 % cree que esta influyó en su decisión de voto.
En 2013, el Congreso aprobó ampliar la existencia de la franja televisiva para las elecciones primarias presidenciales. En éstas, la franja tiene una duración de 15 días, y se aplicó por primera vez —y de forma excepcional por seis días— en las primarias presidenciales de la Nueva Mayoría y Alianza en el año 2013.
Desde 2017, y debido al alargue de los magacines matinales (hasta las 13:30), la franja del mediodía pasa a emitirse a las 13:10 horas. Para la franja electoral del plebiscito nacional de Chile de 2020, la franja tuvo dos emisiones diarias de 15 minutos cada una, con 7,5 minutos para cada una de las opciones («Apruebo», «Rechazo», «Convención Constitucional» y «Convención Mixta Constitucional»). Dicha franja fue emitida todos los días a las 12:45 a las 20:45. Al igual que las elecciones parlamentarias y presidenciales que se realizan el mismo día, durante la emisión diurna se emiten las propuestas de una cédula y en la vespertina la de la otra; y al día siguiente en orden inverso). Esta elección también permitió que organizaciones de la sociedad civil participaran en la franja, cediéndoles un tercio del tiempo de los partidos políticos.
Un estudio que consideró datos desde 1999 a 2017 mostró que, en el caso chileno, la franja electoral presidencial exhibe altos niveles de audiencia, alcance, frecuencia y fidelidad. En promedio, la emisión de la franja posee más de 11 puntos de índice de audiencia por capítulo, siendo sintonizada por casi 80% de los mayores de 18 años, que quienes la ven lo hacen 5,5 veces en promedio durante el período de emisión y que permanecen por aproximadamente 14 minutos observando cada emisión. A lo anterior, es importante agregar que las cifras de lealtad en el tiempo se mantienen, lo que implica que el patrón de consumo no ha cambiado negativamente entre quienes sintonizan.
A diferencia de otros países, en Chile no existen franja electoral en las cadenas de radio. Las cadenas de radio exponen sus tarifas para publicitar en la misma, pudiendo cualquier candidato u opción acceder a un espacio publicitario pagando por ello. Las publicidades se emiten junto con el resto de las publicidades comerciales.

### España
En España la franja electoral dura 15 días, que coinciden exactamente con los 15 días de campaña electoral. La franja electoral afecta solamente a los medios de comunicación de titularidad pública, esto es, a RTVE, a nivel nacional, y a las radiotelevisiones de ámbito regional de titularidad pública. Las franjas en que se emiten en cada elección los mensajes políticos, su duración y el orden de las distintas formaciones políticas son decretados por la Junta Electoral Central (o en su caso por la Junta Electoral de la comunidad autónoma), con base en la propuesta remitida por cada medio de comunicación.

### México
En México la franja electoral dura entre la inscripción de los candidatos y hasta 3 días antes de las elecciones, e involucra a todas las televisoras y emisoras de radio (tanto públicas como privadas).
El acceso a los medios electrónicos, de manera gratuita, tiene su origen en la reforma electoral de 1973, sin embargo fue con la reforma electoral de 2007, cuando se prohibió la compra de tiempos para la difusión de propaganda electoral en los medios electrónicos. 
A partir de las precampañas, el Instituto Federal Electoral administra 48 minutos diarios en radio y televisión. En las precampañas otorga 18 min a los partidos políticos, y en las campañas 41 minutos.

### Paraguay
En Paraguay la franja electoral dura 8 días previos a las elecciones, e involucra a todas las cadenas de televisión, emisoras de radio y periódicos (tanto públicas como privadas).

### Perú
En Perú, la franja electoral incluye a todas las televisoras y emisoras de radio, tanto públicas como privadas. Según la Ley de Partidos Políticos (ley n.º 28094), «la emisión es compensada por el Estado a través de la reducción proporcional en el pago del canon por el uso del espectro radioeléctrico y electromagnético».
Por ejemplo, en 2006, la Oficina Nacional de Procesos Electorales (ONPE) destinó 20 millones de soles para emitir la franja durante tres meses en las televisoras privadas, hasta 30 días antes de las elecciones. Durante esos meses, se ofreció una bolsa de 430 minutos, con un límite de 10 minutos en el primer tercio y 30 minutos en el último.
Con la modificación de 2018, el artículo 35 de la Constitución de 1993 solo se permite campañas dentro de la franja electoral con financiamiento indirecto de la población.
En 2021 se destinó 70 millones de soles en la primera vuelta y 7 millones de soles en la segunda vuelta. Para ello se ha distribuido lo siguiente:
- 50% del total: Se repartió a partes iguales entre todos los partidos políticos que participaron en las elecciones.
- 50% restante: Se distribuyó de forma proporcional al número de curules obtenidas por cada partido político en el Congreso de la República.

### Uruguay
En Uruguay la franja electoral dura 50 días previos a las elecciones, e involucra a las televisoras y emisoras de radio públicas.

### Venezuela
En Venezuela la franja electoral dura 117 días previos a las elecciones, e involucra a las televisoras y emisoras de radio públicas.

## Críticas

### Chile
Uno de los principales temas a discutir en ese país es la utilidad de realizar una franja electoral a nivel nacional, en la que se abarcan muchos candidatos, los cuales tienen tiempos muy reducidos para dar sus propuestas, e incluso, para aparecer. Estos tiempos se reducen cuando se trata de candidatos independientes, que cuentan con unos pocos segundos en pantalla; incluso, en las elecciones de 1997 los independientes obtuvieron apenas 0,72 segundos para presentar su franja electoral. Algunos creen que desarrollar una franja en medios locales (televisión, radio, periódicos o internet), sería una mejor forma de dar a conocer a los postulantes a un cargo público.
Los medios de comunicación chilenos han criticado el hecho de que el costo de la franja electoral es asumida por ellos, y no por el Estado, que a su vez subvenciona a los partidos políticos para realizar sus campañas. La Asociación Nacional de Televisión (Anatel) calcula en 10 millones de dólares el costo de la campaña para los canales que componen dicha agrupación.